# Paul von Lettow-Vorbeck

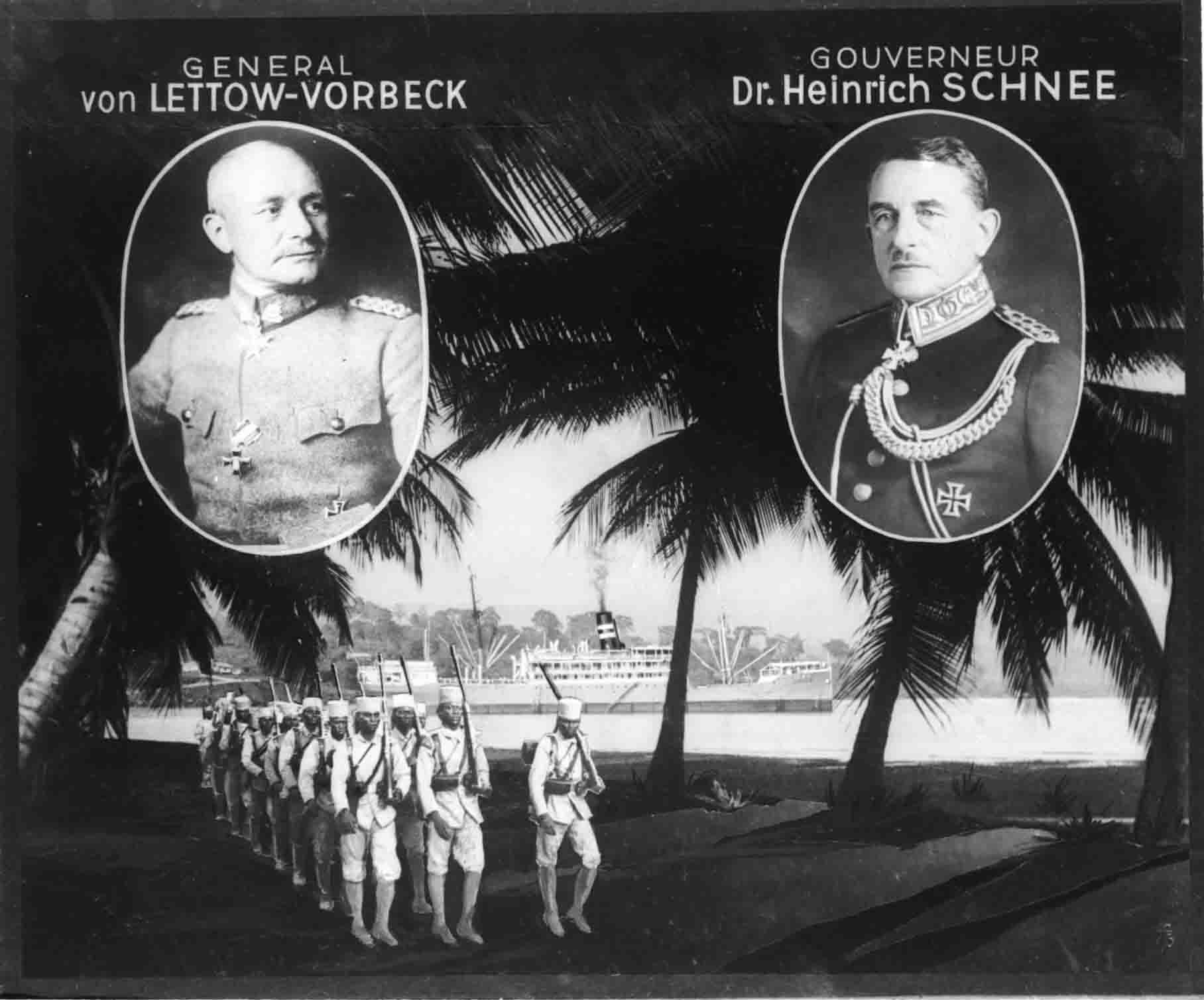
von Lettow-Vorbeck amb el governador von Schnee

Paul Emil von Lettow-Vorbeck (20 de març de 1870 - 9 de març de 1964), comandant de la campanya de l'Àfrica Oriental Alemanya durant la Primera Guerra Mundial, únic front de batalla a les colònies on Alemanya no fou derrotada.

## Primers anys
Nasqué en una família de militars de Saarlouis i estudià a l'escola d'artilleria, on arribaria a ser oficial. En 1900 va participar en l'expedició internacional a l'Imperi Xinès que va combatre la revolta dels bòxers. Posteriorment va ser enviat a l'Àfrica Sud-occidental Alemanya, on va combatre contra els rebels hotentots i hereros entre 1904 i 1908. Durant aquesta campanya fou ferit en l'ull esquerre i va haver de passar un temps recuperant-se a Sud-àfrica, on va conèixer i va fer amistat amb militar i polític sud-africà Jan Christian Smuts, amb qui es veuria obligat a combatre més tard durant la Primera Guerra Mundial.
Entre 1909 i 1913 va ser comandant del II Batalló d'Infanteria de Marina de la Kaiserliche Marine. També va dirigir llavors les Schutztruppe destacades en la colònia del Camerun.

## Primera Guerra Mundial
El 1914, poc abans d'esclatar el conflicte, Lettow-Vorbeck va ser enviat a l'Àfrica Oriental Alemanya on se li va encarregar el comandament de les escasses forces alemanyes a la zona, compostes per uns 3.000 soldats alemanys amb suport de 12 companyies d'Àscaris (guerrers nadius). A l'iniciar-se la guerra a Europa, Lettow-Vorbeck va desoir les ordres de mantenir-se a la defensiva donades pel govern de Berlín i el governador Heinrich von Schnee, conscient que l'única possibilitat de victòria consistia en un bon atac contra les colònies dels aliats que envoltaven les possessions alemanyes, abans que estiguessin preparats per a repel·lir-lo. En novembre, les tropes colonials britàniques van iniciar un atac amfibi contra la ciutat de Tanga, als peus del Kilimanjaro, que es convertiria en la batalla més gran de la Primera Guerra Mundial en sòl africà, la batalla de Tanga. Després de derrotar els britànics, les tropes alemanyes van iniciar una sèrie d'atacs contra les línies de ferrocarril que els anglesos havien construït a l'Àfrica oriental. El 18 de gener de 1915 va tornar a derrotar els britànics en la batalla de Jassin. Aquestes victòries inicials li van permetre capturar noves armes i queviures a l'enemic amb els quals subministrar millor al seu exèrcit, però li van costar massa soldats de les seves escasses tropes.

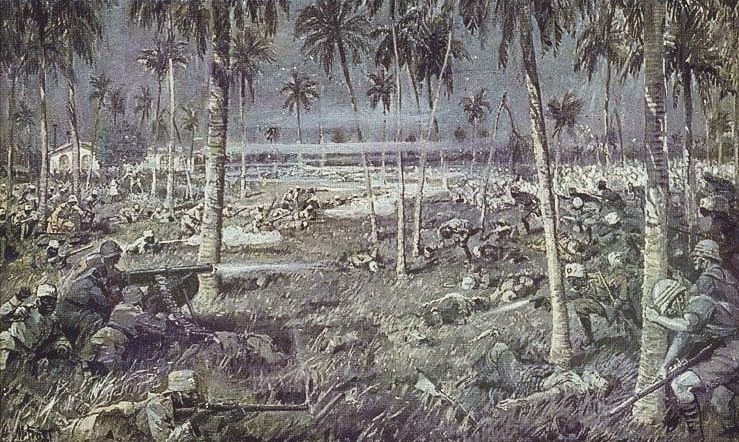
Batalla de Tanga (1914), la major victòria de Paul von Lettow-Vorbeck a l'Àfrica.

Les baixes forçaren als alemanys a canviar d'estratègia, substituint els combats directes per una guerra de guerrilles contra els britànics en les seves colònies de Kenya i Rhodèsia. Els atacs contra fortificacions, línies de ferrocarril i comunicacions es van multiplicar, amb la intenció de forçar als britànics a enviar més homes i armes a Àfrica a costa de retirar-los d'Europa i facilitar així la victòria alemanya en el front occidental. Després de la inutilització del SMS Königsberg en el riu Rufiji, la tripulació del navili va desmuntar l'artilleria del buc i es va unir a les files de Paul von Lettow-Vorbeck, reforçant-la amb armes pesants.
En març de 1916, els britànics van llançar una nova ofensiva composta per 45.000 homes dirigits per Jan Smuts. Els alemanys, novament, van refusar el combat directe i es van aprofitar del seu coneixement del terreny per a emboscar les tropes britàniques, infligint-los greus derrotes com la de Mahiwa l'octubre de 1917, en la qual els britànics van perdre 1.600 homes i els alemanys només 100. Lettow-Vorbeck va poder recuperar llavors el terreny perdut en els mesos anteriors i penetrar en la colònia portuguesa de Moçambic, la metròpoli de la qual havia declarat la guerra recentment a Alemanya. Les guarnicions portugueses del nord van ser fàcilment derrotades i els seus queviures van passar a les mans de Lettow-Vorbeck. En agost de 1918 va tornar a entrar en l'Àfrica Oriental Alemanya, des d'on es va dirigir ràpidament a Rhodèsia per a eludir un parany preparat pels britànics en la colònia alemanya. El 13 de novembre tornava a derrotar-los novament en la batalla de Kasama, l'endemà de proclamar-se l'armistici a Europa. Deu dies després, quan Lettow-Vorbeck va rebre la confirmació que la rendició alemanya era un fet i no un simple rumor, les seves tropes van lliurar les armes en Abercorn, actualment a Zàmbia.

## Postguerra
Després de l'armistici, Paul von Lettow-Vorbeck va iniciar una campanya per a repatriar els soldats i presoners de guerra alemanys disseminats pel planeta i va exigir que les tropes d'origen africà fossin tractades de la mateixa manera que les europees. En aquells dies va conèixer Richard Meinertzhagen, l'oficial de la Intel·ligència Britànica que havia tractat de donar-li caça sense èxit durant la guerra.
Al gener de 1919 va retornar a Alemanya, on va ser aclamat com un heroi i va ser ascendit a general en l'últim edicte signat pel Kàiser abans de la seva abdicació. Per ser el responsable de l'únic exèrcit alemany imbatut en el camp de batalla, guanyador de múltiples batalles i capaç d'envair amb èxit territori britànic, el seu cos de Schutztruppe va ser l'únic autoritzat a realitzar una desfilada de la victòria sota la Porta de Brandenburg entre tots els que van participar en la Primera Guerra Mundial. També li va ser conferida la condecoració militar Pour le Mérite a causa dels seus èxits militars.
Durant el govern de la República de Weimar, Lettow-Vorbeck esdevingué activista del Partit Nacional del Poble d'Alemanya (DNVP), d'ideologia conservadora. Després de diverses vagues i arrestaments, va treballar en el Reichstag entre 1929 i 1930. Els nazis van tractar d'explotar la seva popularitat per a la seva pròpia causa, a la qual cosa ell s'hi va oposar amb fermesa. No obstant això, no va refusar ser nomenat «General per a assumptes especials» pel règim d'Adolf Hitler en 1938, un títol simplement honorífic i pel qual mai va ser cridat a files. Va formar part de la Wehrmacht sense unir-se mai al Partit Nacional Socialista dels Treballadors Alemanys. Un dels oficials més joves de Paul von Lettow-Vorbeck a Àfrica, Theodore von Hippel, va prendre l'escamot d'aquest com a model per a crear les tàctiques de combat dels Brandenburgers, els comandos de l'Abwehr (intel·ligència alemanya) que operaren durant la Segona Guerra Mundial.
Després de la guerra, el 1945, es retirà totalment de la vida pública. En 1959 va visitar de nou Àfrica Oriental, on va rebre una calorosa benvinguda per part dels seus antics askaris. Jan Smuts i altres oficials britànics i sud-africans contra els quals va combatre en la Gran Guerra li van concedir una petita pensió que va rebre fins a la seva mort en Hamburg en 1964, on està sepultat. Després de la seva defunció, el govern alemany va decidir distribuir una suma de diners entre els antics soldats askaris de Paul von Lettow-Vorbeck en Tanzània.